# Mistrovství světa v krasobruslení 2012

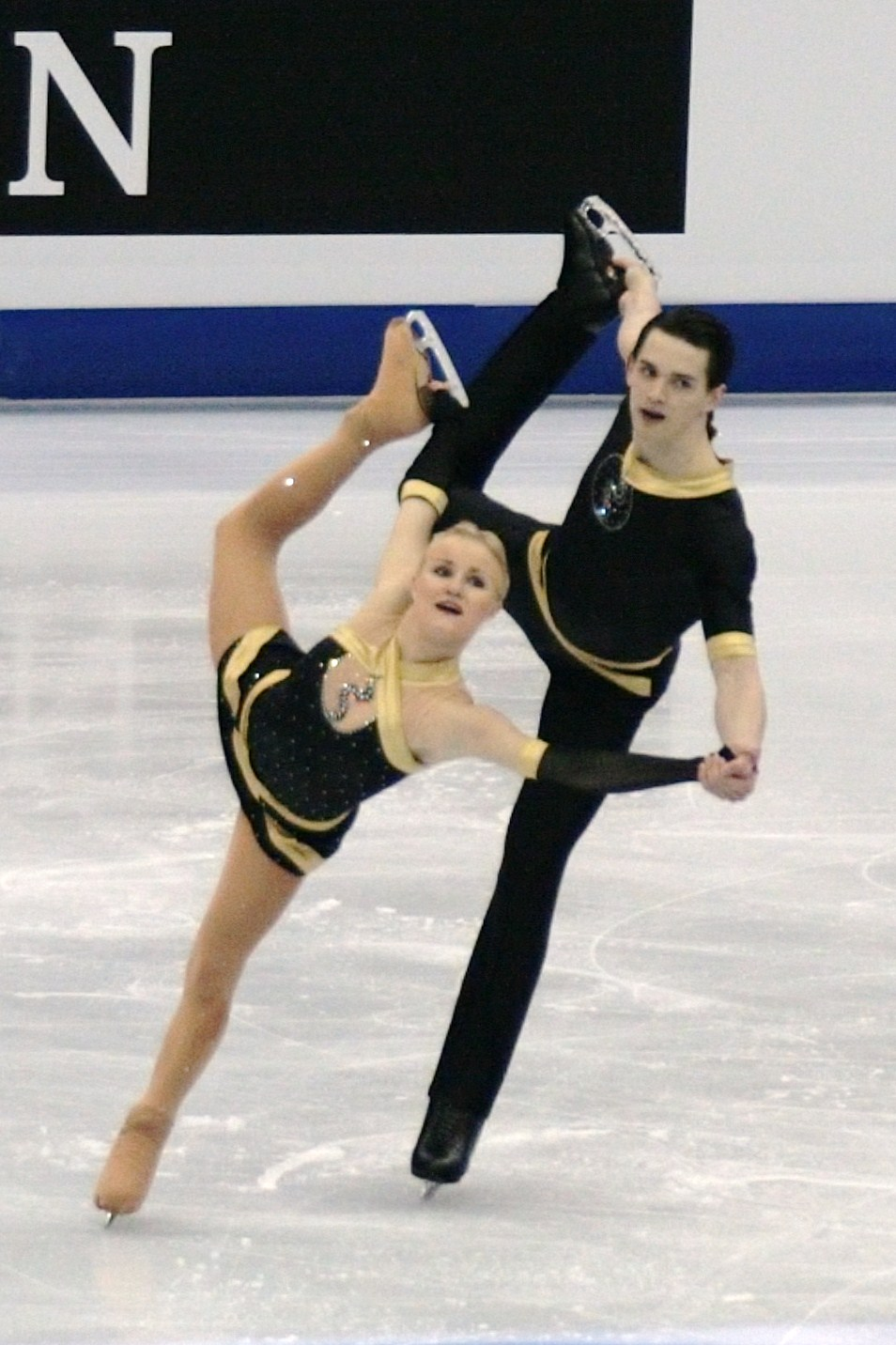
Švýcarská sportovní dvojice Anaïs Morandová a Timothy Leemann.

Mistrovství světa v krasobruslení 2012 se konalo ve francouzském Nice ve víceúčelové konferenční budově Palais des Congrès Acropolis, a to v období mezi 26. březnem až 1. dubnem 2012 ve čtyřech soutěžních kategoriích: muži, ženy, taneční páry a sportovní dvojice. Šampionát se uskutečnil tři měsíce po mistrovství Evropy. Českou republiku reprezentovali muži Michal Březina a Tomáš Verner, žena Eliška Březinová a taneční pár Gabriela Kubová – Dmitrij Kiseljov.

## Kvalifikace
Mistrovství se mohli zúčastnit závodníci z členských zemí Mezinárodní bruslařské federace, kteří dosáhli minimální věkové hranice 15 let k 1. červenci 2011.
Na šampionát se mohli kvalifikovat pouze krasobruslaři, kteří překročili minimální hodnotu v technických elementech (technical elements score; TES) na mezinárodní soutěži v průběhu aktuální či předchozí sezóny. Minimální hranice technických elementů (TES) v jednotlivých disciplínách je uvedena v tabulce:
|                          | Minimální TES programu | Minimální TES programu | Minimální TES programu | Minimální TES programu |
| Soutěž                   | Krátký program         | Volná jízda            |                        |                        |
| Muži                     | 20                     | 35                     |                        |                        |
| Ženy                     | 15                     | 25                     |                        |                        |
| Sportovní dvojice        | 17                     | 30                     |                        |                        |
| Taneční páry             | 17                     | 27                     |                        |                        |
| ------------------------ | ---------------------- | ---------------------- | ---------------------- | ---------------------- |
| TES – technické elementy |                        |                        |                        |                        |

Na dva či tři závodníky v konkrétní kategorii získala země nárok podle bodů, které vzešly z umístění na minulém mistrovství světa. Následující výpravy mohou nasadit dva či tři závodníky v příslušných kategoriích:
| Počet | Muži                                               | Ženy                                           | Sportovní dvojice                         | Taneční páry               |
| ----- | -------------------------------------------------- | ---------------------------------------------- | ----------------------------------------- | -------------------------- |
| 3     | Japonsko                                           | Japonsko Rusko                                 | Německo Rusko                             | Kanada Rusko Spojené státy |
| 2     | Kanada Česko Francie Španělsko Rusko Spojené státy | Finsko Gruzie Itálie Jižní Korea Spojené státy | Kanada Čína Itálie Japonsko Spojené státy | Francie Itálie             |

## Medailové pořadí

### Pořadí národů
| Pořadí | Země                   | Zlato | Stříbro | Bronz | Celkově |
| 1.     | Kanada                 | 2     | 0       | 0     | 2       |
| 2.     | Německo                | 1     | 0       | 0     | 1       |
| 2.     | Itálie                 | 1     | 0       | 0     | 1       |
| 4.     | Rusko                  | 0     | 2       | 0     | 2       |
| 5.     | Japonsko               | 0     | 1       | 3     | 4       |
| 6.     | Spojené státy americké | 0     | 1       | 0     | 1       |
| 7.     | Francie                | 0     | 0       | 1     | 1       |

### Medailisté
| Soutěž            | Zlato                            | Stříbro                            | Bronz                               |
| Muži              | Patrick Chan                     | Daisuke Takahaši                   | Juzuru Hanjú                        |
| Ženy              | Carolina Kostnerová              | Alena Leonovová                    | Akiko Suzukiová                     |
| Sportovní dvojice | Aljona Savčenková Robin Szolkowy | Tatiana Volosožarová Maxim Trankov | Narumi Takahašiová Mervin Tran      |
| Taneční páry      | Tessa Virtueová Scott Moir       | Meryl Davisová Charlie White       | Nathalie Pechalatová Fabian Bourzat |

## Program
Nice, Francie (UTC+02:00):
- Pondělí, 26. března

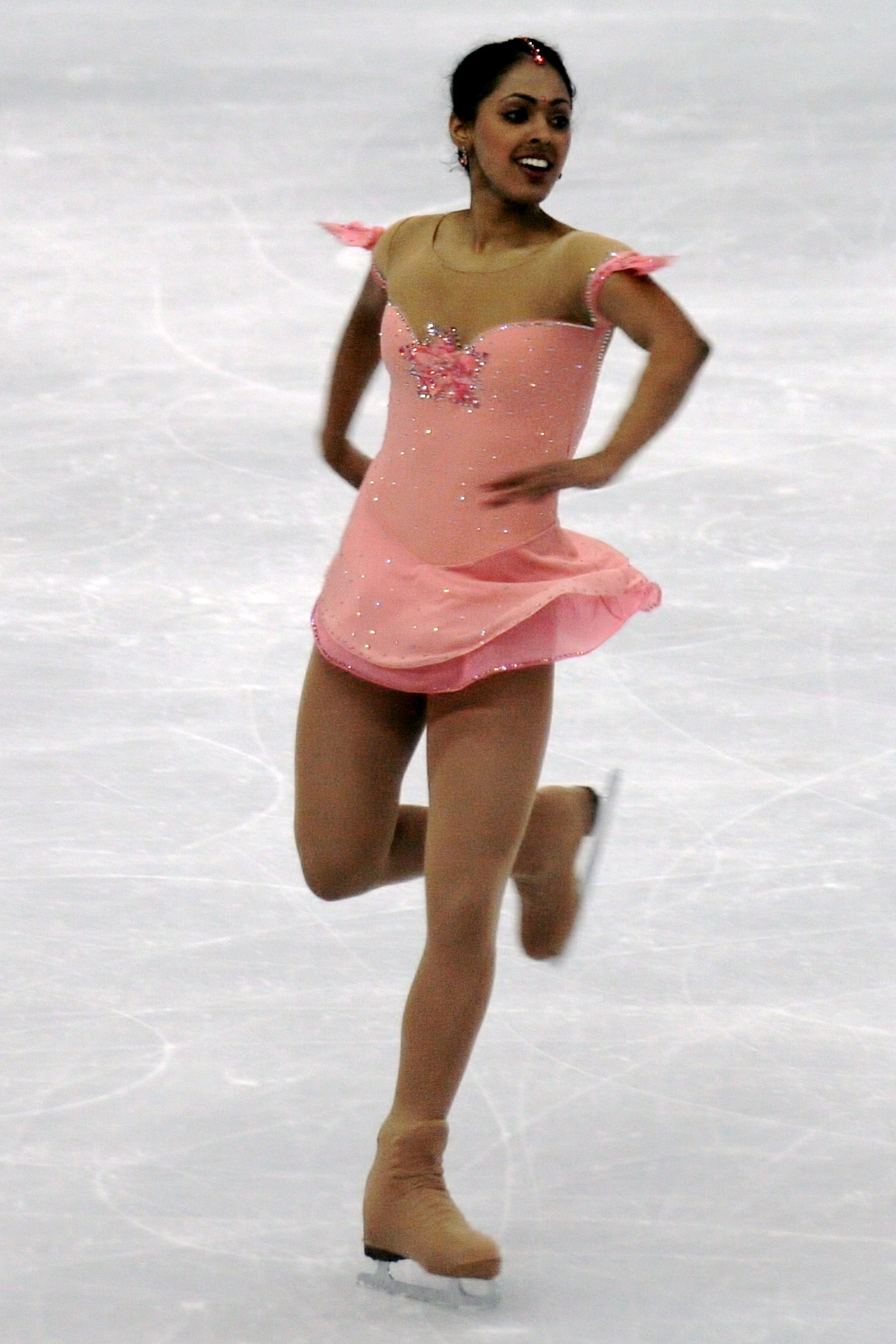
Ami Parekhová, indická závodnice v kvalifikaci

  - 14:30–16:45 – taneční páry, kvalifikace
  - 17:15–21:15 – sportovní dvojice, kvalifikace

- Úterý, 27. března
  - 10:30–16:00 – ženy, kvalifikace
  - 17:00–22:15 – muži, kvalifikace

- Středa, 28. března
  - 13:00–16:20 – sportovní dvojice, krátký program
  - 18:40–22:30 – taneční páry, krátké tance

- Čtvrtek, 29. března
  - 12:30–16:55 – ženy, krátký program
  - 19:00–22:20 – taneční páry, volné tance

- Pátek, 30. března
  - 12:30–16:55 – muži, krátký program
  - 19:30–22:25 – sportovní dvojice, volné jízdy

- Sobota, 31. března
  - 12:55–17:00 – muži, volné jítdy
  - 18:30–22:25 – ženy, volné jízdy

- Neděle, 1. dubna
  - 14:15–16:45 – exhibice

Mediální pokrytí
V České republice mistrovství světa vysílal veřejnoprávní program ČT4. Přenosy komentoval Miroslav Langer.

## Výsledky
Legenda
- CH – Celkové hodnocení
- OD – Odstoupení

### Muži
Dvacet sedm závodníků nastoupilo do kvalifikace, z níž si dvanáct nejlepších zajistilo účast v krátkém programu. Titul obhájil Kanaďan Patrick Chan. Stal se tak prvním krasobruslařem, který vyhrál dvě mistrovství v řadě, od dvou triumfů Švýcara Stéphana Lambiela. Poprvé v historii byli na stupních vítězů dva Japonci.
| Pořadí                            | Jméno                 | Stát                | CH     | Kvalifikace | Kvalifikace | Krátký program | Krátký program | Volná jízda | Volná jízda |
| --------------------------------- | --------------------- | ------------------- | ------ | ----------- | ----------- | -------------- | -------------- | ----------- | ----------- |
| 1                                 | Patrick Chan          | Kanada              | 266.11 |             |             | 1              | 89.41          | 1           | 176.70      |
| 2                                 | Daisuke Takahaši      | Japonsko            | 259.66 |             |             | 3              | 85.72          | 3           | 173.94      |
| 3                                 | Juzuru Hanjú          | Japonsko            | 251.06 |             |             | 7              | 77.07          | 2           | 173.99      |
| 4                                 | Brian Joubert         | Francie             | 244.58 |             |             | 4              | 83.47          | 5           | 161.11      |
| 5                                 | Florent Amodio        | Francie             | 243.03 |             |             | 6              | 79.96          | 4           | 163.07      |
| 6                                 | Michal Březina        | Česko               | 239.55 |             |             | 2              | 87.67          | 7           | 151.88      |
| 7                                 | Denis Ten             | Kazachstán          | 229.70 |             |             | 8              | 76.00          | 6           | 153.70      |
| 8                                 | Jeremy Abbott         | Spojené státy       | 226.19 |             |             | 9              | 74.85          | 8           | 151.34      |
| 9                                 | Javier Fernández      | Španělsko           | 225.87 |             |             | 5              | 81.87          | 14          | 144.00      |
| 10                                | Samuel Contesti       | Itálie              | 224.89 |             |             | 11             | 73.55          | 9           | 151.34      |
| 11                                | Takahiko Kozuka       | Japonsko            | 218.63 |             |             | 13             | 71.78          | 11          | 146.85      |
| 12                                | Kevin Reynolds        | Kanada              | 217.20 |             |             | 12             | 72.95          | 13          | 144.25      |
| 13                                | Adam Rippon           | Spojené státy       | 216.63 |             |             | 10             | 73.55          | 16          | 143.08      |
| 14                                | Song Nan              | Čína                | 216.33 | 1           | 130.75      | 15             | 69.58          | 12          | 146.75      |
| 15                                | Kevin van der Perren  | Belgie              | 214.04 |             |             | 18             | 66.38          | 10          | 147.66      |
| 16                                | Tomáš Verner          | Česko               | 210.66 |             |             | 14             | 70.38          | 17          | 140.28      |
| 17                                | Sergej Voronov        | Rusko               | 210.04 | 2           | 128.47      | 17             | 66.81          | 15          | 143.23      |
| 18                                | Artur Gačinskij       | Rusko               | 205.06 |             |             | 16             | 68.50          | 18          | 136.56      |
| 19                                | Misha Ge              | Uzbekistán          | 186.41 | 4           | 124.41      | 19             | 65.29          | 23          | 121.12      |
| 20                                | Peter Liebers         | Německo             | 184.13 |             |             | 23             | 58.21          | 19          | 125.92      |
| 21                                | Christopher Caluza    | Filipíny            | 184.10 | 8           | 112.08      | 20             | 61.87          | 20          | 122.23      |
| 22                                | Viktor Pfeifer        | Rakousko            | 182.54 | 6           | 120.48      | 21             | 60.61          | 21          | 121.93      |
| 23                                | Kim Lucine            | Monako              | 181.37 | 5           | 122.58      | 22             | 59.93          | 22          | 121.44      |
| 24                                | Javier Raya           | Španělsko           | 167.48 | 9           | 111.66      | 24             | 57.22          | 24          | 110.26      |
| Nepostoupili do volných jízd      |                       |                     |        |             |             |                |                |             |             |
| 25                                | Maciej Cieplucha      | Polsko              |        | 3           | 126.50      | 25             | 57.18          |             |             |
| 26                                | Alexander Majorov     | Švédsko             |        | 7           | 115.78      | 26             | 56.57          |             |             |
| 27                                | Kim Min-Seok          | Jižní Korea         |        | 11          | 110.24      | 27             | 55.41          |             |             |
| 28                                | Dmitrij Ignaťenko     | Ukrajina            |        |             |             | 28             | 52.93          |             |             |
| 29                                | Alexej Byčenko        | Izrael              |        | 12          | 108.51      | 29             | 52.76          |             |             |
| 30                                | Justus Strid          | Dánsko              |        | 10          | 110.45      | 30             | 50.55          |             |             |
| Nepostoupili do krátkého programu |                       |                     |        |             |             |                |                |             |             |
| 31                                | Ari-Pekka Nurmenkari  | Finsko              |        | 13          | 100.16      |                |                |             |             |
| 32                                | Zoltán Kelemen        | Rumunsko            |        | 14          | 97.75       |                |                |             |             |
| 33                                | Brendan Kerry         | Austrálie           |        | 15          | 95.40       |                |                |             |             |
| 34                                | Laurent Alvarez       | Švýcarsko           |        | 16          | 93.24       |                |                |             |             |
| 35                                | Damjan Ostojič        | Bosna a Hercegovina |        | 17          | 93.11       |                |                |             |             |
| 36                                | Slavik Hayrapetyan    | Arménie             |        | 18          | 92.84       |                |                |             |             |
| 37                                | Luke Chilcott         | Spojené království  |        | 19          | 91.92       |                |                |             |             |
| 38                                | Jordan Ju             | Tchaj-wan           |        | 20          | 89.56       |                |                |             |             |
| 39                                | Márton Markó          | Maďarsko            |        | 21          | 86.08       |                |                |             |             |
| 40                                | Ali Demirboga         | Turecko             |        | 22          | 84.34       |                |                |             |             |
| 41                                | Vitalij Lučanok       | Bělorusko           |        | 23          | 83.97       |                |                |             |             |
| 42                                | Saulius Ambrulevičius | Litva               |        | 24          | 82.40       |                |                |             |             |
| 43                                | Taras Rajec           | Slovensko           |        | 25          | 81.81       |                |                |             |             |
| 44                                | Manol Atanassov       | Bulharsko           |        | 26          | 66.56       |                |                |             |             |
| 45                                | Harry Hau Yin Lee     | Hongkong            |        | 27          | 66.56       |                |                |             |             |
| OD                                | Kevin Alves           | Brazílie            |        |             |             |                |                |             |             |

### Ženy
Třicet tři krasobruslařek nastoupilo do kvalifikace. Dvanáct nejlepších si zajistilo postup do krátkého programu. Premiérový titul světové šampiónky získala Italka Carolina Kostnerová.
Úřadující vicemistryně Evropy Kiira Korpiová byla finskou výpravou odhlášena 16. března 2012 pro vleklé zranění nohy a kyčle.
| Pořadí                            | Jméno                    | Stát               | CH     | Kvalifikace | Kvalifikace | Krátký program | Krátký program | Volná jízda | Volná jízda |
| --------------------------------- | ------------------------ | ------------------ | ------ | ----------- | ----------- | -------------- | -------------- | ----------- | ----------- |
| 1                                 | Carolina Kostnerová      | Itálie             | 189.94 |             |             | 3              | 61.00          | 1           | 128.94      |
| 2                                 | Alena Leonovová          | Rusko              | 184.28 |             |             | 1              | 64.61          | 4           | 119.67      |
| 3                                 | Akiko Suzukiová          | Japonsko           | 180.68 |             |             | 5              | 59.38          | 2           | 121.30      |
| 4                                 | Ashley Wagnerová         | Spojené státy      | 176.77 |             |             | 8              | 56.42          | 3           | 120.35      |
| 5                                 | Kanako Murakamiová       | Japonsko           | 175.41 |             |             | 2              | 62.67          | 5           | 112.74      |
| 6                                 | Mao Asadaová             | Japonsko           | 164.52 |             |             | 4              | 59.49          | 6           | 105.03      |
| 7                                 | Zhang Kexin              | Čína               | 157.57 |             |             | 9              | 55.00          | 7           | 102.57      |
| 8                                 | Valentina Marcheiová     | Itálie             | 150.10 | 4           | 88.92       | 11             | 52.14          | 9           | 97.96       |
| 9                                 | Xenia Makarovová         | Rusko              | 149.48 |             |             | 6              | 58.51          | 14          | 90.97       |
| 10                                | Jelena Gedevanišviliová  | Gruzie             | 149.20 |             |             | 7              | 58.49          | 15          | 90.71       |
| 11                                | Viktoria Helgessonová    | Švýcarsko          | 148.54 |             |             | 10             | 54.19          | 11          | 94.35       |
| 12                                | Yrétha Silétéová         | Francie            | 148.18 |             |             | 15             | 48.42          | 8           | 99.76       |
| 13                                | Jelena Glebovová         | Estonsko           | 144.28 | 2           | 92.52       | 14             | 49.04          | 10          | 95.24       |
| 14                                | Jenna McCorkellová       | Spojené království | 143.84 | 1           | 95.63       | 12             | 50.42          | 12          | 93.42       |
| 15                                | Sonia Lafuenteová        | Španělsko          | 140.24 | 3           | 91.84       | 18             | 47.36          | 13          | 92.88       |
| 16                                | Amélie Lacosteová        | Kanada             | 138.60 |             |             | 13             | 49.37          | 17          | 89.23       |
| 17                                | Natalia Popovová         | Ukrajina           | 136.36 | 8           | 77.57       | 20             | 46.60          | 16          | 89.76       |
| 18                                | Juulia Turkkilaová       | Finsko             | 135.56 |             |             | 17             | 47.75          | 18          | 87.81       |
| 19                                | Polina Korobejnikovová   | Rusko              | 129.98 | 7           | 81.70       | 19             | 46.71          | 19          | 83.27       |
| 20                                | Sarah Heckenová          | Německo            | 129.20 |             |             | 21             | 46.39          | 20          | 82.81       |
| 21                                | Kerstin Franková         | Rakousko           | 126.17 | 5           | 85.09       | 22             | 45.80          | 21          | 80.37       |
| 22                                | Alissa Czisnyová         | Spojené státy      | 124.11 |             |             | 16             | 48.31          | 22          | 75.80       |
| 23                                | Romy Bühlerová           | Švýcarsko          | 116.21 | 6           | 81.74       | 24             | 44.02          | 23          | 72.19       |
| 24                                | Alisa Mikonsaariová      | Finsko             | 110.40 |             |             | 23             | 44.16          | 24          | 66.24       |
| Nepostoupily do volných jízd      |                          |                    |        |             |             |                |                |             |             |
| 25                                | Victoria Munizová        | Portoriko          |        | 9           | 75.06       | 25             | 43.27          |             |             |
| 26                                | Isabelle Piemanová       | Belgie             |        |             |             | 26             | 38.45          |             |             |
| 27                                | Alīna Fjodorovová        | Lotyšsko           |        | 10          | 73.64       | 27             | 38.06          |             |             |
| 28                                | Kwak Min-Jeong           | Jižní Korea        |        |             |             | 28             | 36.91          |             |             |
| 29                                | Clara Petersová          | Irsko              |        | 11          | 73.36       | 29             | 34.03          |             |             |
| 30                                | Lejeanne Maraisová       | Jižní Afrika       |        | 12          | 70.50       | 30             | 32.22          |             |             |
| Nepostoupily do krátkého programu |                          |                    |        |             |             |                |                |             |             |
| 31                                | Melinda Wang             | Tchaj-wan          |        | 13          | 70.43       |                |                |             |             |
| 32                                | Reyna Hamuiová           | Mexiko             |        | 14          | 69.84       |                |                |             |             |
| 33                                | Sıla Saygıová            | Turecko            |        | 15          | 68.85       |                |                |             |             |
| 34                                | Inga Januleviciuteová    | Litva              |        | 16          | 68.51       |                |                |             |             |
| 35                                | Karina Johnsonová        | Dánsko             |        | 17          | 68.46       |                |                |             |             |
| 36                                | Mimi Tanasorn Chindasook | Thajsko            |        | 18          | 67.62       |                |                |             |             |
| 37                                | Fleur Maxwellová         | Lucembursko        |        | 19          | 67.44       |                |                |             |             |
| 38                                | Chae-Yeon Suhr           | Jižní Korea        |        | 20          | 67.17       |                |                |             |             |
| 39                                | Daša Grmová              | Slovinsko          |        | 21          | 66.45       |                |                |             |             |
| 40                                | Chantelle Kerryová       | Austrálie          |        | 22          | 65.48       |                |                |             |             |
| 41                                | Eliška Březinová         | Česko              |        | 23          | 65.47       |                |                |             |             |
| 42                                | Anine Rabeová            | Norsko             |        | 24          | 64.92       |                |                |             |             |
| 43                                | Sabina Măriuţăová        | Rumunsko           |        | 25          | 64.52       |                |                |             |             |
| 44                                | Alexandra Kunová         | Slovensko          |        | 26          | 61.09       |                |                |             |             |
| 45                                | Georgia Glastrisová      | Řecko              |        | 27          | 60.49       |                |                |             |             |
| 46                                | Ami Parekhová            | Indie              |        | 28          | 58.06       |                |                |             |             |
| 47                                | Zhaira Costinianová      | Filipíny           |        | 29          | 56.46       |                |                |             |             |
| 48                                | Daniela Stojevová        | Bulharsko          |        | 30          | 56.38       |                |                |             |             |
| 49                                | Marina Seehová           | Srbsko             |        | 31          | 52.65       |                |                |             |             |
| 50                                | Mirna Librićová          | Chorvatsko         |        | 32          | 52.16       |                |                |             |             |
| 51                                | Viktória Pavuková        | Maďarsko           |        | 33          | 51.43       |                |                |             |             |

### Sportovní dvojice
Jedenáct párů startovalo v kvalifikaci a pět nejlepších si zajistilo účast v krátkém programu.
| Pořadí                            | Dvojice                                        | Stát               | CH     | Kvalifikace | Kvalifikace | Krátký program | Krátký program | Volná jízda | Volná jízda |
| --------------------------------- | ---------------------------------------------- | ------------------ | ------ | ----------- | ----------- | -------------- | -------------- | ----------- | ----------- |
| 1                                 | Aljona Savčenková / Robin Szolkowy             | Německo            | 201.49 |             |             | 1              | 68.63          | 2           | 132.86      |
| 2                                 | Tatiana Volosožarová / Maxim Trankov           | Rusko              | 201.38 |             |             | 8              | 60.48          | 1           | 140.90      |
| 3                                 | Narumi Takahašiová / Mervin Tran               | Japonsko           | 189.69 |             |             | 3              | 65.37          | 3           | 124.32      |
| 4                                 | Pang Qing / Tong Jian                          | Čína               | 186.05 |             |             | 2              | 67.10          | 6           | 118.95      |
| 5                                 | Meagan Duhamelová / Eric Radford               | Kanada             | 185.41 |             |             | 5              | 63.69          | 5           | 121.72      |
| 6                                 | Věra Bazarovová / Jurij Larionov               | Rusko              | 183.68 |             |             | 4              | 65.02          | 7           | 118.66      |
| 7                                 | Juko Kavagutiová / Alexandr Smirnov            | Rusko              | 182.42 |             |             | 11             | 59.59          | 4           | 122.83      |
| 8                                 | Caydee Denneyová / John Coughlin               | Spojené státy      | 180.37 |             |             | 7              | 62.48          | 8           | 117.89      |
| 9                                 | Sui Wenjing / Han Cong                         | Čína               | 179.44 | 1           | 116.57      | 6              | 63.27          | 9           | 116.17      |
| 10                                | Mary Beth Marleyová / Rockne Brubaker          | Spojené státy      | 170.90 |             |             | 10             | 59.62          | 10          | 111.28      |
| 11                                | Stefania Bertonová / Ondřej Hotárek            | Itálie             | 168.16 |             |             | 9              | 60.39          | 11          | 107.77      |
| 12                                | Jessica Dubéová / Sébastien Wolfe              | Kanada             | 156.36 |             |             | 12             | 55.83          | 12          | 100.53      |
| 13                                | Maylin Hauschová / Daniel Wende                | Německo            | 145.80 |             |             | 15             | 48.48          | 13          | 97.32       |
| 14                                | Mari Vartmannová / Aaron van Cleave            | Německo            | 143.29 | 3           | 90.48       | 16             | 47.91          | 14          | 95.38       |
| 15                                | Nicole Della Monicaová / Matteo Guarise        | Itálie             | 137.31 | 7           | 77.40       | 14             | 49.07          | 15          | 88.24       |
| 16                                | Vanessa Jamesová / Morgan Ciprès               | Francie            | 130.70 | 2           | 96.48       | 13             | 50.51          | 16          | 80.19       |
| Nepostoupili do volných jízd      |                                                |                    |        |             |             |                |                |             |             |
| 17                                | Danielle Montalbanová / Jevgenij Krasnopolskij | Izrael             |        | 5           | 84.71       | 17             | 44.69          |             |             |
| 18                                | Anaïs Morandová / Timothy Leemann              | Švýcarsko          |        | 8           | 73.19       | 18             | 44.59          |             |             |
| 19                                | Stacey Kempová / David King                    | Spojené království |        | 4           | 89.30       | 19             | 39.33          |             |             |
| 20                                | Ji-Hyang Ri / Won-Hyok Thae                    | Severní Korea      |        | 6           | 84.28       | 20             | 36.23          |             |             |
| Nepostoupili do krátkého programu |                                                |                    |        |             |             |                |                |             |             |
| 21                                | Lubov Bakirovová / Mikalaj Kamjančuk           | Bělorusko          |        | 9           | 71.58       |                |                |             |             |
| 22                                | Stina Martiniová / Severin Kiefer              | Rakousko           |        | 10          | 64.72       |                |                |             |             |
| 23                                | Elizabeta Makarovová / Leri Kenchadze          | Bulharsko          |        | 11          | 55.13       |                |                |             |             |

### Taneční páry
Dvacet tři párů nastoupilo do kvalifikace a prvních deset z ní postoupilo do krátkého tance.
| Pořadí                         | Pár                                        | Stát               | CH     | Kvalifikace | Kvalifikace | Krátký tanec | Krátký tanec | Volný tanec | Volný tanec |
| ------------------------------ | ------------------------------------------ | ------------------ | ------ | ----------- | ----------- | ------------ | ------------ | ----------- | ----------- |
| 1                              | Tessa Virtueová / Scott Moir               | Kanada             | 182.65 |             |             | 1            | 72.31        | 1           | 110.34      |
| 2                              | Meryl Davisová / Charlie White             | Spojené státy      | 178.62 |             |             | 2            | 70.98        | 2           | 107.64      |
| 3                              | Nathalie Péchalatová / Fabian Bourzat      | Francie            | 173.18 |             |             | 3            | 69.13        | 3           | 104.05      |
| 4                              | Kaitlyn Weaverová / Andrew Poje            | Kanada             | 166.65 |             |             | 4            | 66.47        | 4           | 100.18      |
| 5                              | Jelena Ilinychová / Nikita Kacalapov       | Rusko              | 161.00 | 1           | 92.40       | 5            | 65.34        | 5           | 95.66       |
| 6                              | Anna Cappelliniová / Luca Lanotte          | Itálie             | 160.62 |             |             | 6            | 65.11        | 6           | 95.51       |
| 7                              | Jelatěrina Bobrovová / Dmitrij Solovjev    | Rusko              | 150.75 |             |             | 9            | 58.29        | 7           | 92.46       |
| 8                              | Maia Shibutaniová / Alex Shibutani         | Spojené státy      | 144.72 |             |             | 7            | 62.35        | 11          | 82.37       |
| 9                              | Jekatěrina Rjazanovová / Ilja Tkačenko     | Rusko              | 144.43 |             |             | 10           | 58.19        | 8           | 86.24       |
| 10                             | Madison Hubbellová / Zachary Donohue       | Spojené státy      | 143.95 |             |             | 8            | 59.56        | 10          | 84.39       |
| 11                             | Nelli Zhiganshina / Alexander Gazsi        | Německo            | 141.36 |             |             | 11           | 56.29        | 9           | 85.07       |
| 12                             | Huang Xintong / Zheng Xun                  | Čína               | 130.27 | 2           | 79.69       | 13           | 51.35        | 13          | 78.92       |
| 13                             | Kharis Ralphová / Asher Hill               | Kanada             | 129.55 |             |             | 15           | 50.75        | 14          | 78.80       |
| 14                             | Penny Coomesová / Nicholas Buckland        | Spojené království | 129.31 | 4           | 79.09       | 12           | 54.35        | 17          | 74.96       |
| 15                             | Siobhan Heekinová-Canedyová / Dmitrij Dun  | Ukrajina           | 128.75 |             |             | 17           | 48.70        | 12          | 80.05       |
| 16                             | Lorenza Alessandriniová / Simone Vaturi    | Itálie             | 126.89 | 7           | 73.96       | 14           | 51.18        | 16          | 75.71       |
| 17                             | Julia Zlobinová / Alexej Sitnikov          | Ázerbájdžán        | 126.57 | 5           | 77.80       | 19           | 48.15        | 15          | 78.42       |
| 18                             | Isabella Tobiasová / Deividas Stagniūnas   | Litva              | 124.07 |             |             | 16           | 50.22        | 19          | 73.85       |
| 19                             | Sara Hurtadová / Adrià Díaz                | Španělsko          | 123.12 | 6           | 76.26       | 18           | 48.68        | 18          | 74.44       |
| 20                             | Danielle O'Brienová / Gregory Merriman     | Rakousko           | 112.23 | 8           | 71.37       | 20           | 47.92        | 20          | 64.31       |
| Nepostoupili do volného tance  |                                            |                    |        |             |             |              |              |             |             |
| 21                             | Pernelle Carronová / Lloyd Jones           | Francie            |        |             |             | 21           | 47.75        |             |             |
| 22                             | Irina Štorková / Taavi Rand                | Estonsko           |        | 3           | 79.17       | 22           | 47.24        |             |             |
| 23                             | Zsuzsanna Nagyová / Máté Fejes             | Maďarsko           |        | 10          | 70.84       | 23           | 45.70        |             |             |
| 24                             | Cathy Reedová / Chris Reed                 | Japonsko           |        |             |             | 24           | 44.19        |             |             |
| 25                             | Anna Nagorňjuková / Viktor Kovalenko       | Uzbekistán         |        | 9           | 70.88       | 25           | 44.08        |             |             |
| Nepostoupili do krátkého tance |                                            |                    |        |             |             |              |              |             |             |
| 26                             | Gabriela Kubová / Dmitrij Kiseljov         | Česko              |        | 11          | 70.39       |              |              |             |             |
| 27                             | Federica Testaová / Lukáš Csölley          | Slovensko          |        | 12          | 68.42       |              |              |             |             |
| 28                             | Henna Lindholmová / Ossi Kanervo           | Finsko             |        | 13          | 68.42       |              |              |             |             |
| 29                             | Alexandra Zvoriginová / Maciej Bernadowski | Polsko             |        | 14          | 68.29       |              |              |             |             |
| 30                             | Ramona Elsenerová / Florian Roost          | Švýcarsko          |        | 15          | 66.29       |              |              |             |             |
| 31                             | Alisa Agafonovová / Alper Uçar             | Turecko            |        | 16          | 64.61       |              |              |             |             |
| 32                             | Xenia Pečerkinová / Aleksandrs Jakušhin    | Lotyšsko           |        | 17          | 62.15       |              |              |             |             |
| 33                             | Corenne Bruhnsová / Ryan Van Natten        | Mexiko             |        | 18          | 61.11       |              |              |             |             |
| 34                             | Jekatěrina Bugrovová / Vasilij Rogov       | Izrael             |        | 19          | 60.81       |              |              |             |             |
| 35                             | Cortney Mansourová / Darin Žunusov         | Kazachstán         |        | 20          | 58.92       |              |              |             |             |
| 36                             | Barbora Silná / Juri Kurakin               | Rakousko           |        | 21          | 57.78       |              |              |             |             |
| 37                             | Alexandra Čisťakovová / Dimitar Ličev      | Bulharsko          |        | 22          | 55.22       |              |              |             |             |
| 38                             | Lesja Valadzenkavová / Vitalij Vakunov     | Bělorusko          |        | 23          | 53.00       |              |              |             |             |